# بساط جوزان

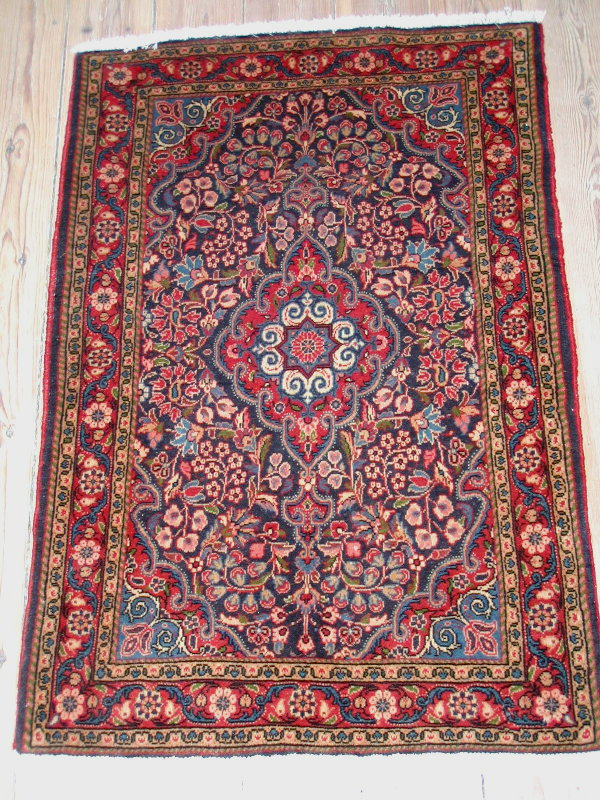
بساط جوزان جديدة

يُصنَع بساط جوزان في محيط قرية جوزان بمنطقة ملاير الإيرانية. يُعد بساط جوزان من البساط الجيد من نوع ساروق، وغالبًا ما يحمل تصاميم مشابهة لساروق أوائل القرن العشرين. يُعرف بساط جوزان في التجارة باسم "ساروق جوزان" أو "ساروق ملاير". وفي الإنتاج الحديث، تُطلق تسمية "جوزان" على الأنواع الأجود، بينما تُسمى الأنواع الأقل جودة "ملاير".
إنها منسوجة بخيوط اللحمة المزدوجة على قاعدة من القطن.